# Litva na Letních olympijských hrách 2004
Litva se účastnila Letní olympiády 2004. Zastupovalo ji 59 sportovců (47 mužů a 12 žen) v 13 sportech.

## Medailisté
| Medaile | Jméno                  | Sport           | Soutěž          |
| ------- | ---------------------- | --------------- | --------------- |
| Zlato   | Virgilijus Alekna      | Atletika        | muži hod diskem |
| Stříbro | Austra Skujytė         | Atletika        | Ženy sedmiboj   |
| Stříbro | Andrejus Zadneprovskis | Moderní pětiboj | muži            |